# 柴田恵理
松田 恵理（まつだ えり、旧姓：柴田 - しばた、1983年8月31日 - ）は、福岡県を拠点に活動するフリーアナウンサー。KBC九州朝日放送の元アナウンサー。

## 経歴・人物
基礎情報も参照。西南学院高等学校を経て青山学院大学卒業後、2006年（平成18年）KBCに入社。KBCは正社員女子アナウンサーが勤続10年未満での離職後、東京行きが相次ぎ、テレビデジタル化に伴う経費が経営上の問題となっていたことから、ANN中核局としては異例な、同年採用のアナウンサーから原則として最長3年の契約職扱いに切り替え、後腐れがないようにした。松田はその適用第1号である。大学時代テレビ朝日アスクに通っていたことから、同社が契約期間の人件費等を肩代わりし派遣する形での雇用となった。後輩もほぼ全てこの形式を踏襲している。
入社3週間後に同局の大型キャンペーン「水と緑のキャンペーン」のメインパーソナリティに任命され、2006年（平成18年）8月5日に放送された特別番組「水と緑の物語」では近藤鉄太郎とMCを務めた。また後に結婚・妊娠で退社し、KBCメディアに再就職して現場復帰した先輩・浜田しのぶから地上デジタル放送推進大使職を引き継ぎ、同年の放送開始PRなどにあたった。
契約期間満了まで半年を切った2008年（平成20年）10月15日、福岡ソフトバンクホークス選手の松田宣浩との結婚を発表し、10月24日付でKBCを退社。12月20日、福岡市内のホテルにて結婚式を執り行った。
結婚翌年の2009年（平成21年）4月1日から、KBCのライバル局であるテレビ西日本で、リポーターとして活動を再開した。しかし、2010年（平成22年）に妊娠が分かったことで、怪我続きの状態にあった夫と共に体調管理を優先するため活動を休止。夫の奮起などもありホークスが7年ぶりにリーグ優勝を決めてから日も浅い10月7日夜に福岡市内の病院で男児を出産した。

## 過去の出演番組

### KBC
- KBCニュース（テレビ）、KBC朝日新聞ニュース（ラジオ）
- とっても健康らんど
- しばたの本気（2006年6月3日から2ヶ月に渡って放送された、8月5日の特別番組に向けたプレ番組）
- 水と緑の物語（2006年8月5日放送の特別番組）
- アサデス。KBC
VTR出演や徳永玲子のピンチヒッターを経験した後、2006年12月からスポーツコーナー「SPORTS☆キラリ」を担当。2008年10月16日の放送を以て降板。同年10月22日、この日のみ、ニュースを担当した。

### テレビ西日本
- ハチナビ スーパーニュース
水曜日の天神中継担当。初出演の際、社名こそ出なかったものの、KBCアナウンサーだった過去を暴露された。
- 土曜NEWSファイル CUBE
途中からは編成の都合上こちらに移って活動した。妊娠が分かってから年度替わりに合わせて降板。

## 脚註
1. ↑  “ソフトＢ松田がＫＢＣ柴田恵理アナと結婚”. 日刊スポーツ (nikkansports.com). (2008年10月15日) 2008年10月15日閲覧。
2. ↑  “【ソフトＢ】松田パパに「やる気沸いた」”. 日刊スポーツ (nikkansports.com). (2010年10月8日) 2010年10月9日閲覧。